# Victor-Amédée Barbié du Bocage
Pour les articles homonymes, voir Barbié du Bocage, Barbié et Bocage (homonymie).
Victor-Amédée Barbié du Bocage, né le 28 janvier 1832 à Paris et mort le 11 octobre 1890 au château de Quenet au Fresne (Eure), est un géographe français.
Il ne doit pas être confondu avec son père, Alexandre Barbié du Bocage (1798-1835), ou son grand-père, Jean-Denis Barbié du Bocage (1760-1825), eux-mêmes géographes.

## Biographie
Fait chevalier de la Légion d'honneur par décret du 14 août 1866, il est nommé en 1867 archiviste-bibliothécaire de la Société de géographie par Charles Maunoir, société qu'il avait rejointe dès 1854 à l'âge de 22 ans et dont son grand-père Jean-Denis Barbié du Bocage, membre de l'Institut, était l'un des fondateurs en 1821, avant que son père Alexandre Barbié du Bocage n'en fut lui-même secrétaire général en 1832. 
Il donna de nombreux articles et notices au Bulletin de la Société de géographie, dont il avait rédigé les tables des matières des 3e (1844-1850) et 4e séries (1851-1860), et fut vice-président de sa Commission centrale. 
Un prix de cette société sera créé en 1895 à son nom par sa fille, la comtesse de Preaulx, et récompense encore de nos jours des travaux géographiques sur la France ou les régions soumises à influence française. Les derniers lauréats du Prix Victor Amédée Barbié du Bocage sont : en 1998 : Gabriel Wackermann, Géopolitique de l'espace mondial; en 2002 : Jean Charles Edouard, Organisation et dynamiques urbaines du nord du Massif central ; en 2008 : Christian Vandermotten et Julien Vandeburie, Territorialités et politique ; en 2013 : Philippe Subra, Le Grand paris. Géopolitique d'une ville mondiale.
Barbié du Bocage appartint également à la Société libre d'agriculture, sciences, arts et belles-lettres de l'Eure et à la Société nationale de l'agriculture, où il fut président de section, ainsi qu'à la Société de l'histoire de France et à la Société d'anthropologie (en 1864), ou encore au Cercle de l'Union artistique. 
De son mariage avec Marie Le Tarvernier, il eut une fille, Marie-Madeleine Constance Amélie Barbié du Bocage (1864-1916), qui épousa, à Paris le 11 juillet 1885, le comte Gilbert Anne Marie Joseph de Preaulx (1857-1920), union dont sont issus quatre enfants :
- Marie Madeleine Amélie Charlotte de Preaulx (1886-1973), épouse de François Gabriel Coppin de Miribel (1874-1965).
- Marie Madeleine Amélie Louise Simone de Preaulx (1888-1982), épouse, le 14 novembre 1911, Henri Marie Joseph de La Tullaye (1886-1977).
- Marie Madeleine Amélie Blanche Gilberte de Preaulx (1894-1987), épouse, le 5 juillet 1913, René Marie Augustin Joseph Robert de La Tullaye (1887-1970), qui s'installèrent, après leur mariage, au château de l'Eraudière, à Nantes.
- Amaury Marie Joseph Gilbert de Preaulx (1906-1971), 11e et dernier marquis de Preaulx, époux, le 13 octobre 1925, Marie Sophie Louise Colette Freeman (1903-1975), dont Ghislaine de Preaulx Carlo.

## Publications
Il est l'auteur de nombreux ouvrages, dont :
- De l'introduction des arméniens catholiques en Algérie, 1855
- Suez et Périm (Réponse à l'article du Times du 7 avril 1858), 1858
- Madagascar (Possession française depuis 1642), 1859
- Le Maroc (Notice géographique), 1861
- Essai sur l'histoire du commerce des Indes orientales, 1864
- Essai sur les théories commerciales (Libre-échange, commerce protecteur, agriculture), 1883
- Essai sur la politique coloniale, 1885
- Analyse et synthèse, 2 tomes, 1888, ouvrage de caractère philosophique dont les titres des douze livres sont: Créateur et création; La vie; La mission de l'homme; Les sens innés; La morale; L'homme dans l'histoire (Tome premier); Suite de l'histoire ancienne orientale; Histoire des Grecs; Histoire des Romains; Histoire du Moyen Âge et de la Renaissance; Histoire des temps modernes; Espérances (Tome second).